# Balaguer Flix variedad1
Balaguer Flix variedad1 es el nombre de una variedad cultivar de manzano (Malus domestica) Esta manzana está cultivada en la colección de germoplasma de manzanas del CSIC, también está cultivada en la colección de germoplasma de peral y manzano en la "Finca de Gimenells de la Estación Experimental de Lérida - IRTA". Esta manzana es originaria de la Comunidad autónoma de Cataluña, procedente de un ejemplar localizado en el año 1999 en el municipio de Balaguer, capital de la comarca de La Noguera, Lérida.

## Sinónimos
- "Poma Balaguer Flix variedad1",[3]
- "Balaguer Flix-1 M034",[3]
- "Manzana Balaguer Flix variedad1".[7]

## Historia
'Balaguer Flix variedad1' es una variedad de manzana de Cataluña, está catalogada con el número de accesión M034 en el Banco de germoplasma de peral y manzano de la Universidad de Lérida, que se encuentra integrado en la Red de Colecciones del Programa de Conservación y Utilización de los Recursos Fitogenéticos para la Alimentación y la Agricultura, del Plan Nacional de I+D+I.
'Balaguer Flix variedad1' está considerada con otras muchas de las entradas que se han incorporado al Banco de germoplasma en la "Finca de Gimenells de la Estación Experimental de Lérida - IRTA", provienen de ejemplares únicos, en algunos casos, actualmente desaparecidos, lo que ha permitido paliar la erosión genética que se está dando en estas especies frutales.
'Balaguer Flix variedad1' es una variedad que se cultiva para su conservación genética, para posibles usos y mejoras en cruces con otras variedades, para incrementar cualidades o intercambiarlas.

## Características
El manzano de la variedad 'Balaguer Flix variedad1' tiene un vigor medio de tipo ramificado, con porte horizontal; ramos con pubescencia fuerte, de un grosor delgado, con longitud de entrenudos medios, número de lenticelas pequeño, relación longitud/grosor de los entrenudos grande, tipo de ramos fructíferos sin predominio; época de inicio de floración media, yema fructífera de forma ovoide-cónica de una longitud corta, flor no abierta presenta color del botón floral rosa oscuro, flor de tamaño medio, pétalos con posición relativa de los bordes separados, inflorescencia con número medio de flores pocas, de forma plana o ligeramente cupuliforme, sépalos de color predominante verde, sépalos de longitud media, con los pétalos de longitud corta y anchura corta, siendo la relación longitud/anchura de los pétalos bastante más largos, estilos con longitud en relación con los estambres de la misma longitud, estilos con punto de soldadura cerca de la base.
Las hojas tienen un porte erguido en relación con el ramo, limbo de longitud medio y de anchura medio, con una relación longitud/anchura pequeña, forma del borde ondulada, peciolo con longitud medio, forma del limbo elíptica, aspecto de la superficie del haz medianamente brillante, pubescencia del envés fuerte, plegamiento de la superficie ondulada, tamaño de la punta grande, forma de la base redondeada, estípulas con una forma filiformes, y ángulo del peciolo respecto al ramo pequeño.
La variedad de manzana 'Balaguer Flix variedad1' tiene un fruto de tamaño y peso medio-grande; forma globosa cónica, relación longitud/anchura muy pequeña, lados (ausencia o presencia de lados marcados) fuerte, posición de la anchura máxima en el medio; piel con estado ceroso débil, pruina de la epidermis débil; con color de fondo amarillo verdoso, importancia del sobre color fuerte, sobre color de superficie púrpura, siendo su intensidad mediano, reparto del color en la superficie sólo en placas continuas, acusando unas lenticelas medianas, y una sensibilidad al "russeting" (pardeamiento áspero superficial que presentan algunas variedades) en las caras laterales ausente o muy débil;
pedúnculo con una longitud medio, y un grosor medio, anchura de la cavidad peduncular grande, profundidad de la cavidad pedúncular media, y con importancia del "russeting" en cavidad peduncular débil; coronamiento por encima del cáliz débil, anchura de la cav. calicina ancha, profundidad de la cav. calicina media, y con importancia del "russeting" en cavidad calicina ausente o muy débil; ojo de tamaño medio, parcialmente abierto; sépalos de longitud largos.
Carne de color blanca, con oscurecimiento de la carne al corte fuerte; textura media, dureza de la carne dura, con jugosidad seca; sabor regular; corazón con distinción de la línea fuerte; eje abierto; lóculos carpelares completamente abiertos; porte del sépalo parcialmente extendido; semilla de longitud grande, de anchura muy ancha, y de color marrón.
La manzana 'Balaguer Flix variedad1' tiene una época de maduración y recolección de fruto tardía, en otoño. Se usa como manzana de mesa fresca y para sidra.

## Calidad de fruto y prueba de cata
- Peso del fruto: Medio
- Calibre del fruto: Grande
- Longitud del fruto: Media
- Índice de almidón: Alto
- Dureza medida de la carne: Media
- Índice refractométrico (IR): Medio
- Acidez titulable: Alta
- Jugosidad de la carne: Seco
- Textura de la carne: Media
- Dureza sensorial de la carne: Dura
- Dulzor: Medio
- Acidez: Fuerte
- Intensidad del sabor de la carne: Fuerte
- Sabor: Regular
- Valoración global del fruto: Regular.[3]

## Características Agronómicas
- Afinidad del injerto (compatibilidad): Buena
- Facilidad de formación y poda: Alta
- Tipo de fructificación: Tipo III
- Precocidad varietal: Bastante precoz
- Vecería: Baja
- Productividad: Alta
- Necesidad de aclareo: Alta
- Escalonamiento de la maduración del fruto: Largo
- Sensibilidad a la caída en maduración: sin datos
- Aptitud para la conservación del fruto en árbol: sin datos
- Aptitud para la conservación del fruto en almacén o cámara: sin datos
- Sensibilidad al moteado: sin datos
- Sensibilidad al oídio: sin datos
- Sensibilidad a pulgón lanígero: Alta.[3]